# (10825) Augusthermann
(10825) Augusthermann est un astéroïde de la ceinture principale.

## Description
(10825) Augusthermann est un astéroïde de la ceinture principale. Il fut découvert le 18 septembre 1993 à Tautenburg par Freimut Börngen. Il présente une orbite caractérisée par un demi-grand axe de 2,27 UA, une excentricité de 0,13 et une inclinaison de 6,8° par rapport à l'écliptique.

## Compléments